# Lápiz
El lápiz es un utensilio de escritura o de dibujo consistente en una mina o barrita de pigmento (generalmente de grafito y una grasa o arcilla especial). El lápiz también puede ser pigmento coloreado de carbón de leña y encapsulado generalmente en un cilindro de madera fina, aunque también en envolturas plásticas, de papel y metal.
Un lápiz que tenga una mina hecha con más arcilla mezclada con el grafito es un lápiz más resistente. Se diferencian, por una parte, con las letras H (del inglés hard = duro) y B (del inglés black = negro) y, por otra parte, con un número de 1 a 4, siendo el número 4 el más duro. También puede haber combinaciones de las letras: HH, por ejemplo, se refiere a una mina muy dura.
Los lápices modernos se fabrican industrialmente mezclando el polvo de grafito y arcilla molidos finamente, agregando agua, formando minas largas que se cuecen en un horno (compartimientos térmicamente aislados). Las minas resultantes se sumergen en aceite o cera fundida, que se filtra en los agujeros minúsculos del material, dando por resultado una escritura más lisa. Un tablón de madera con varios surcos paralelos largos que se corta para formar un listón, y las tiras de grafito y arcilla se insertan en los surcos. Otro tablón acanalado se pega encima, de manera que el ensamble final es cortar todo en lápices individuales, que luego se barnizan o se pintan.

## Descubrimiento del depósito de grafito

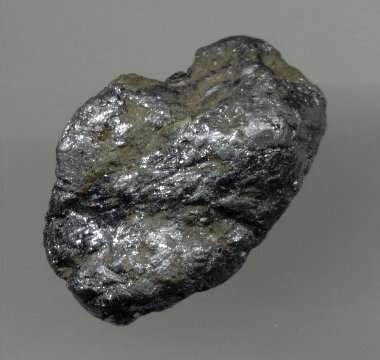
Piedra de grafito.

En 1564 se descubrió un depósito enorme de grafito en Seathwaite Fell, cerca de Borrowdale, Cumbria, en Inglaterra. Los lugareños descubrieron que era muy útil para marcar ovejas. Este depósito particular de grafito era extremadamente puro y sólido, y podría ser fácilmente aserrado en barritas. Este era y sigue siendo el único depósito a gran escala de grafito encontrado en esta forma sólida. La química como ciencia estaba en su infancia y los químicos de la época consideraron, equivocadamente, que esa sustancia era probablemente una forma de plomo; por lo tanto, el grafito recibió el nombre de plumbago (relacionado con plumbum, «plomo» en latín). Incluso en la actualidad la mina de un lápiz se denomina lead (plomo) en inglés, a pesar de que no contiene plomo. En realidad, el grafito de una mina de lápiz no es venenoso; el grafito es inofensivo si se llega a consumir.
El valor del grafito pronto pasó a ser enorme, principalmente porque podría ser utilizado para revestir los moldes para las bolas de cañón, y el control de las minas fue asumido y resguardado por la Corona británica.
El grafito, al ser blando, requiere un tipo de funda o cubierta. Las minas de grafito, al principio, se envolvían en cordeles o en cuero de oveja para darles estabilidad. La fama de la utilidad de estos primeros lápices se extendió, atrayendo la atención de artistas por todo el “mundo conocido”.
Aunque se encontraron depósitos de grafito en otras partes del mundo, no poseían la misma pureza y calidad que los de Borrowdale, y el grafito tuvo que ser reducido a polvo para eliminar impurezas. Inglaterra continuó disfrutando de un monopolio en la producción de lápices hasta que se encontró un método de reconstituir el polvo del grafito. Los característicos lápices cuadrados ingleses continúan haciéndose con barritas cortadas de grafito natural desde 1860. Hoy, la ciudad de Keswick, cercana a la zona del hallazgo original del bloque de grafito, tiene un museo del lápiz.
La primera tentativa de fabricar las minas con grafito pulverizado se llevó a cabo en Núremberg, Alemania, en el año de 1662. Se utilizó una mezcla de grafito, azufre y antimonio.

## Incorporación de la cubierta de madera

Cubierta del lápiz: la secuencia superior muestra el antiguo método, que requería que los pedazos de grafito fueran cortados a medida. La secuencia inferior es el método contemporáneo, usando tiras de grafito y arcilla.

Fueron los italianos los primeros en idear una sujeción de madera. Alrededor de 1760, la pareja Simonio y Lyndiana Bernacotti fueron los primeros en crear lo que probablemente fue el diseño para el moderno lápiz de carpintero con cuerpo de madera; sin embargo, su versión era chata, ovalada, un tipo de lápiz muy compacto. Al principio perforaban un cilindro de madera de enebro para luego insertar la mina de grafito. Poco después crearon una técnica mejorada: preparaban dos medio cilindros de madera, colocaban entre ellos la mina de grafito y luego pegaban las dos mitades. Esencialmente, el mismo método sigue vigente hoy día.
Los lápices ingleses y alemanes no estaban al alcance de los franceses durante las guerras napoleónicas. El interés de un oficial del ejército de Napoleón cambió esta situación de dependencia. En 1795, Nicolas-Jacques Conté inventó un método para endurecer el grafito pulverizado mezclándolo con agua y arcilla y horneándolas convenientemente. Variando la proporción de grafito/arcilla se obtenían diferentes durezas de la mina. Este método de fabricación, que había sido descubierto anteriormente por el austriaco Josef Hardtmuth de Koh-I-Noor en 1790, se sigue empleando hoy.
Los colonos estadounidenses importaron los lápices de Europa hasta después de la guerra de Independencia de los Estados Unidos. Benjamin Franklin hizo la publicidad de los lápices para la venta en su gaceta de Pensilvania en 1729 y George Washington utilizó un lápiz de tres pulgadas cuando exploró el territorio de Ohio en 1762. Se dice que William Munroe, ebanista en Concord, Massachusetts, hizo los primeros lápices de madera estadounidenses en 1812. Esta no era la única fábrica de lápices en Concord. Según Henry Petroski, el filósofo transcendentalista Henry David Thoreau descubrió cómo hacer un buen lápiz a raíz de grafito de baja calidad usando la arcilla como cubierta; esta invención fue incitada por la fábrica de lápices de su padre en Concord, que empleó el grafito encontrado en Nuevo Hampshire en 1821 por Charles Dunbar.
El método de fabricación de lápices de Munroe era cuidadosamente lento, y en la ciudad vecina de Acton, el dueño de un molino de lápices llamado Ebenezer Wood decidió automatizar este proceso en su propio molino de lápices situado en el arroyo de Nashoba, a lo largo del viejo camino de Davis. Para ello utilizó la primera sierra circular en la producción de lápices y construyó las primeras cubiertas de lápiz hexagonales y octogonales que tenemos hoy. Ebenezer no patentó su invención y compartía sus técnicas con quien le preguntara. Uno de esos fue Eberhard Faber, de Nueva York, que se convirtió en el líder de la producción de lápices.
Joseph Dixon, inventor y empresario implicado en la cantera de granito de Tantiusques en Sturbridge, Massachusetts, desarrolló un método para producir lápices masivamente. Antes de 1870, la Joseph Dixon Crucible Company ya era el distribuidor autorizado y consumidor de grafito más grande del mundo, que más adelante se convertiría en Dixon Ticonderoga, la compañía contemporánea proveedora de lápices y elementos artísticos.

## Borrador incluido

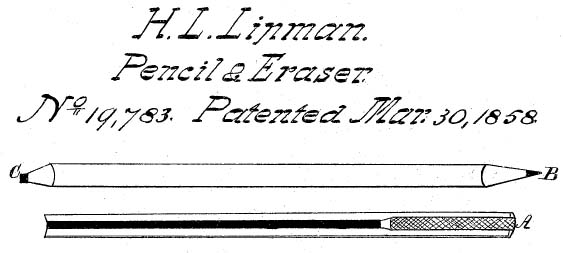
Dibujo del lápiz con borrador en su extremo, de su solicitud de patente.

El 30 de marzo de 1850, Hymen Lipman recibió la primera patente por pegar un borrador al extremo de un lápiz. En 1862, Lipman vendió su patente a Joseph Reckendorfer por 100 000 dólares, que fueron destinados a demandar al fabricante del lápiz Faber por infracción. En 1875 el Tribunal Supremo de los Estados Unidos dictaminó contra Reckendorfer declarando la patente como inválida.

## Graduación y clasificación

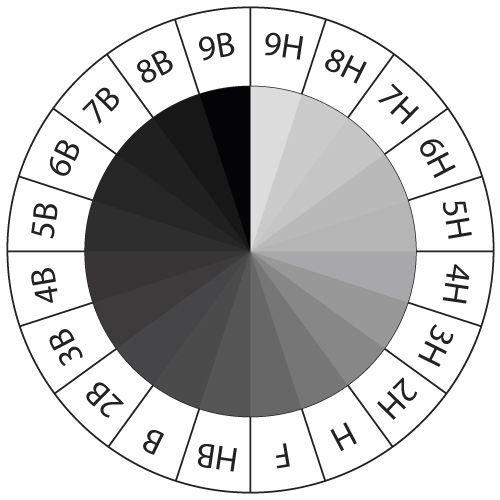
Representación circular de los valores del lápiz según su dureza (9H-9B).

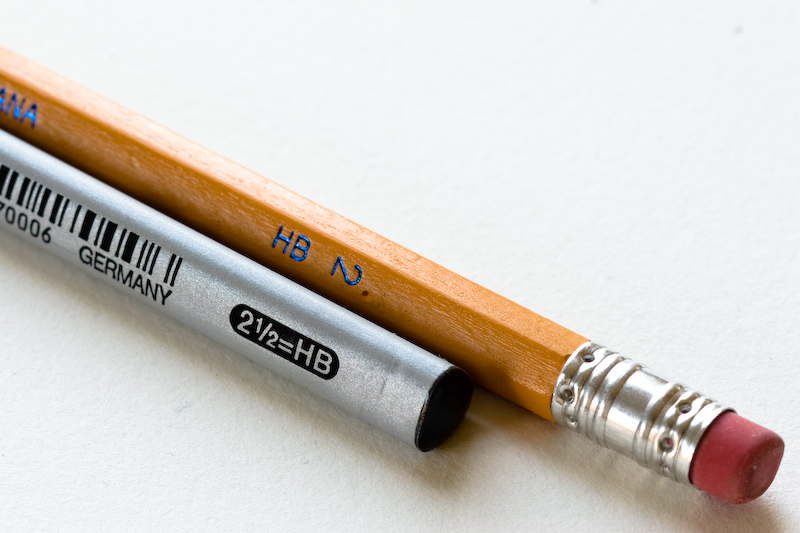
Dos lápices HB. Uno de graduación n.º 2, y otro n.º 2 ½.

Muchos lápices en el mundo, y casi todos en Europa, se clasifican con el sistema europeo que usa una graduación continua descrita por H (para la dureza; del inglés Hard = ‘duro’) y B (para el grado de oscuridad; del inglés Black = ‘negro’), así como F (para el grado de finura; del inglés Fine = ‘fino’). El lápiz estándar para escritura es el HB. Según Petroski, este sistema se habría desarrollado a principios del siglo XX por Brookman, fabricante inglés de lápices. Utilizó la "B" para el negro y la "H" para la dureza; el grado de un lápiz se describió por una secuencia de H sucesivas y B sucesivas, tal como BB o BBB para minas cada vez más suaves, y HH o HHH para minas cada vez más duras.
Hoy en día, el sistema de clasificación de lápices se extiende desde muy duro con trazo fino y claro, hasta blando de trazo grueso y oscuro, abarcando desde el más duro al más blando, como se ve en la siguiente tabla:
| Tipo de lápiz | Grafito | Arcilla | Cera |
| ------------- | ------- | ------- | ---- |
| 9H            | 41%     | 53%     | 5%   |
| 8H            | 44%     | 50%     | 5%   |
| 7H            | 47%     | 47%     | 5%   |
| 6H            | 50%     | 45%     | 5%   |
| 5H            | 52%     | 42%     | 5%   |
| 4H            | 55%     | 39%     | 5%   |
| 3H            | 58%     | 36%     | 5%   |
| 2H            | 60%     | 34%     | 5%   |
| H             | 63%     | 31%     | 5%   |
| F             | 66%     | 28%     | 5%   |
| HB            | 68%     | 26%     | 5%   |
| B             | 71%     | 23%     | 5%   |
| 2B            | 74%     | 20%     | 5%   |
| 3B            | 76%     | 18%     | 5%   |
| 4B            | 79%     | 15%     | 5%   |
| 5B            | 82%     | 12%     | 5%   |
| 6B            | 84%     | 10%     | 5%   |
| 7B            | 87%     | 7%      | 5%   |

|      |    |    |    |    |    |       |       |       |       |    |   |    |    |    |        |        |        |    |    |
| 9H   | 8H | 7H | 6H | 5H | 4H | 3H    | 2H    | H     | F     | HB | B | 2B | 3B | 4B | 5B     | 6B     | 7B     | 8B | 9B |
| Duro | →  | →  | →  | →  | →  | Medio | Medio | Medio | Medio | →  | → | →  | →  | →  | Blando | Blando | Blando |    |    |

Koh-I-noor ofrece veinte graduaciones de 10H a 8B para sus 1500 series; Derwent produce veinte graduaciones de 9H a 9B para sus lápices gráficos y Staedtler produce diecinueve de 9H a 8B para sus lápices de Mars Lumograph. El mercado principal para tan amplia gama de grados es el de los artistas, que están interesados en crear una gama completa de tonos de gris claro a negro. Los ingenieros prefieren lápices más duros que permitan un mayor control de la forma de la mina. Esto se refleja en la manera en que se empaquetan los lápices. Por ejemplo, para sus lápices gráficos, Derwent ofrece tres paquetes de 12 lápices cada uno: Técnico (graduación dura de 9H a B), para bosquejos (graduación suave de H a 9B), y de diseño (con graduación media de 4H a 6B).
Los lápices clasificados mediante este sistema se utilizan para medir la «dureza» y la «resistencia» de barnices y de pinturas. La resistencia de una capa de barniz o pintura (también conocida como la «dureza del lápiz») se determina como el grado del lápiz más duro que no marca la capa, cuando este es presionado firmemente contra la capa a un ángulo de 45°.
Otro método común utiliza una escala numérica para señalar la graduación de un lápiz. Fue creado por Conté y adoptado inicialmente en Estados Unidos por Thoreau durante el siglo XIX. La tabla siguiente muestra las equivalencias aproximadas entre los dos sistemas:
| Tonalidad | EE. UU. |   | Mundial |
| --------- | ------- | - | ------- |
|           | #1      | = | B       |
|           | #2      | = | HB      |
|           | #2½ *   | = | F       |
|           | #3      | = | H       |
|           | #4      | = | 2H      |

*También visto como 2-4/8, 2.5, 2-5/10. Aunque estén aceptados extensamente, no todos los fabricantes lo utilizan; por ejemplo, Faber-Castell utiliza una tabla diferente de equivalencias en sus lápices Grip 2001: 1=2B, 2=B, 2 1/2=HB, 3=H, 4=2H.
Para los lápices de grafito, los diversos grados de lápiz se obtienen alterando la proporción de grafito y arcilla: cuanta más arcilla se utilice, más duro es el lápiz. Dos lápices del mismo grado y de diferentes fabricantes no producirán el mismo tono ni tendrán necesariamente la misma dureza.

## Color exterior

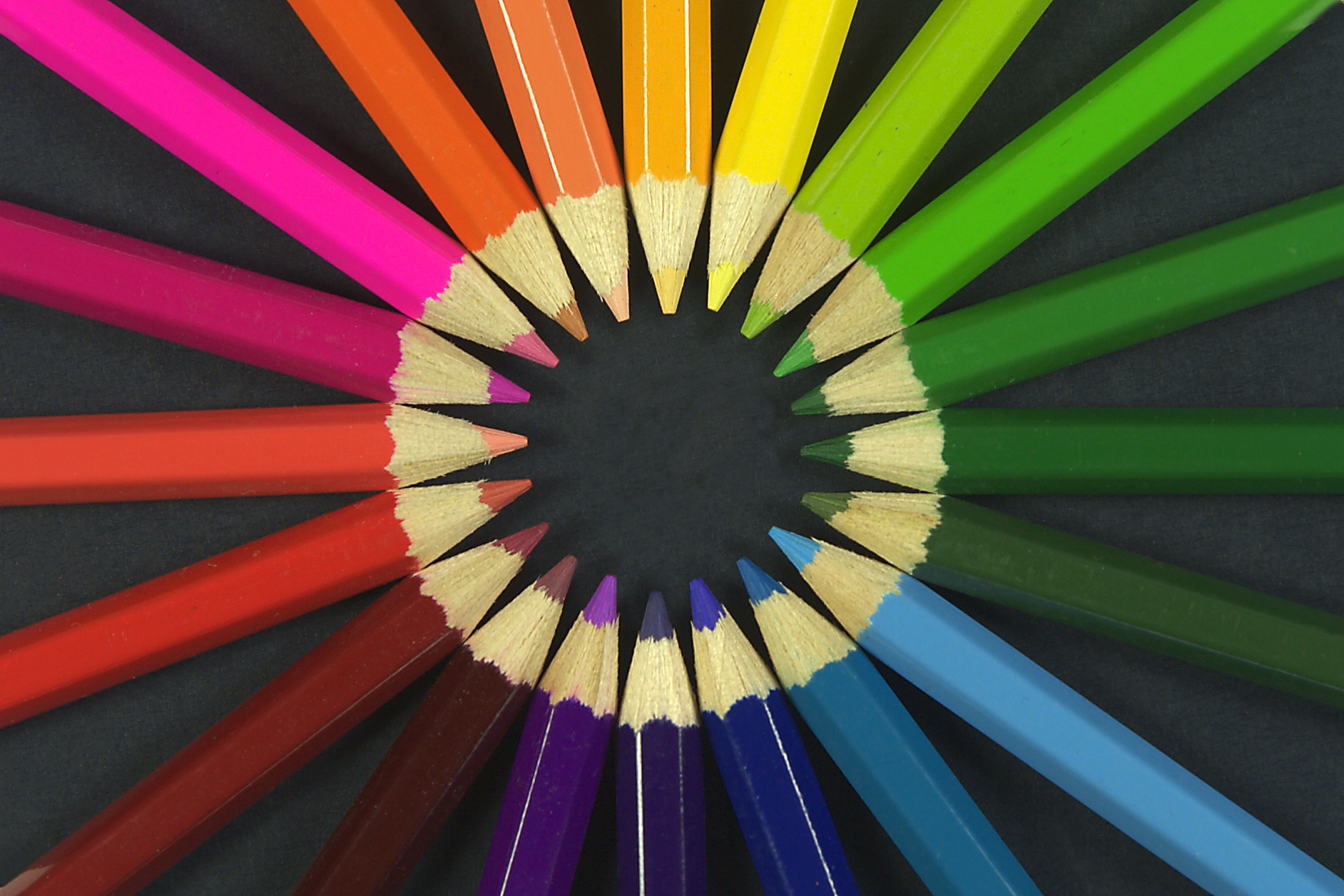
Lápices de colores.

La mayoría de los lápices fabricados en los Estados Unidos están pintados exteriormente de amarillo. Según Henry Petroski, esta tradición comenzó en 1890 cuando la L&C Hardtmuth Company del Imperio austrohúngaro introdujo su marca de fábrica «Koh-I-Noor», tomando su nombre del famoso diamante. La intención era convertirse en el mejor y más costoso lápiz del mundo y, en un momento en que la mayoría de los lápices eran pintados en colores oscuros o ni siquiera se pintaban, los de Koh-I-Noor eran amarillos para distinguirse. El color se pudo haber inspirado por la bandera austrohúngara; era también sugestivo del Oriente, en un momento en que el grafito de la mejor calidad venía de Siberia. Otras compañías copiaron el color amarillo de modo que sus lápices fueran asociados a esta marca de alta calidad, y eligieron marcas de fábrica con referencias orientales explícitas, tales como Mikado (retitulado Mirado) y Mongol.
No todos los países utilizaron el amarillo en sus lápices; los lápices alemanes, por ejemplo, son a menudo verdes, basados en los colores de la marca registrada de Faber-Castell, una importante compañía alemana fabricante de artículos de escritorio.
Los lápices de color (es decir, aquellos con mina de color) generalmente están pintados exteriormente del mismo color que la mina.

## Tipos de lápiz

### Según su material de fabricación

#### Lápices de grafito
Estos son los tipos más comunes de lápices. Se hacen de una mezcla de arcilla y grafito y su oscuridad varía de gris claro a negro. Su composición permite trazos más lisos.

#### Lápices de carbón de leña
Se hacen del carbón de leña y proporcionan negros más llenos que los lápices del grafito, pero tienden a manchar fácilmente y son más abrasivos que el grafito. Los lápices en tonos sepia, sanguina y blanco están también disponibles y se usan en la técnica de dibujo artístico a dos lápices (doix crayons) y a tres lápices (trois crayons).

#### Lápices de color
Conocidos comúnmente como lápices coloreados, tienen una mina de cera con el pigmento y otros aditivos. Múltiples colores se mezclan a menudo juntos. La variedad de un conjunto de lápices de color se puede determinar por el número de colores únicos que contiene.

#### Lápices de grasa
También conocidos como marcadores de China. Escriben virtualmente en cualquier superficie (incluyendo vidrio, plástico, metal y fotografías). Los lápices de grasa más comúnmente encontrados están envueltos en papel (Berol y Sanford adhesivos), pero pueden también estar envueltos en madera (Staedtler Omnichrom).

#### Lápices de acuarela
Estos se diseñan para el uso con técnicas de acuarela. Los lápices se pueden utilizar solos para las líneas agudas y en negrilla. Los trazos hechos por el lápiz se pueden también saturar con agua y extender con pinceles.

### Según su utilidad

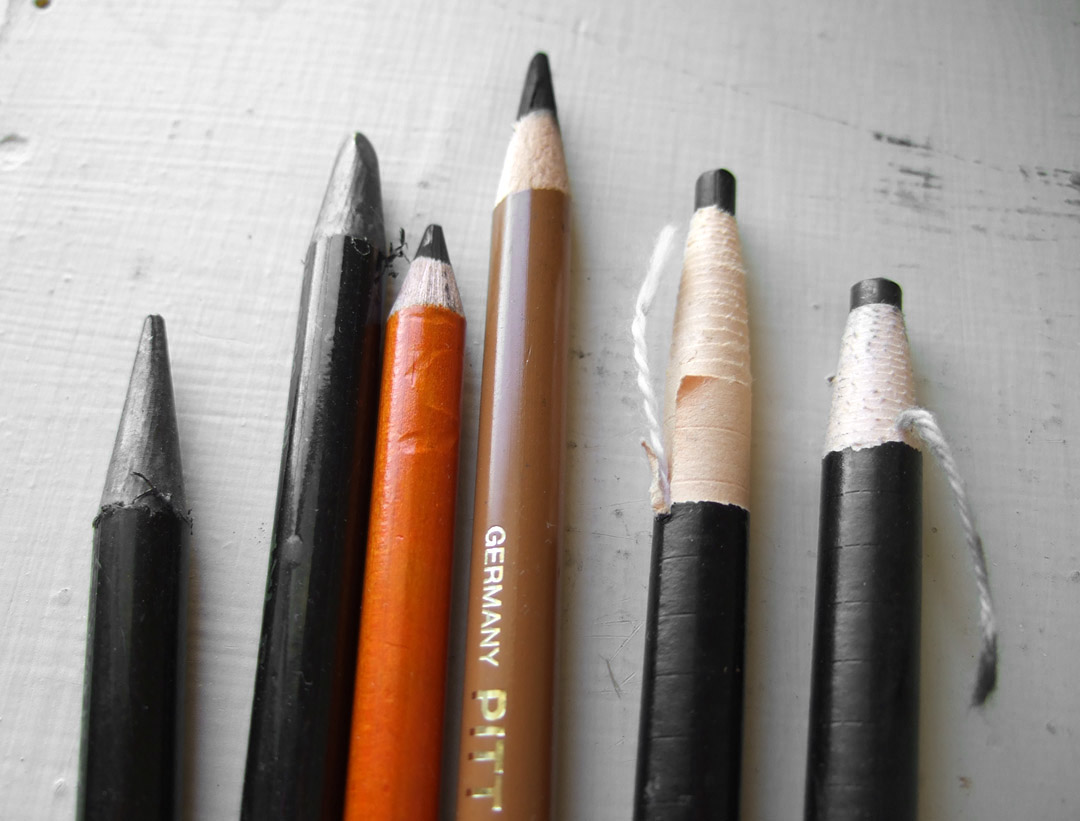
Dos lápices de grafito sólido, dos lápices de carbón y dos lápices de grasa.

#### Lápices de carpintería
Estos lápices tienen dos características principales: su forma ovalada les evita rodar y su mina es fuerte. El lápiz más viejo que subsiste es un lápiz de carpintería alemán que data del siglo XVII y ahora está en la colección de Faber-Castell y Lyra Industrial.

#### Lápices de copiado
Estos son lápices de grafito con un tinte agregado que crea una marca indeleble. Fueron inventados a fines del siglo XIX para la imprenta de la prensa y como un substituto práctico para las plumas. Sus marcas son a menudo visualmente indistinguibles de las de los lápices estándar del grafito, pero cuando están humedecidas sus marcas se disuelven a una tinta coloreada, que luego se imprime a otra pieza de papel. Se utilizó hasta comienzos del siglo XX, en que el bolígrafo los sustituyó lentamente.

#### Lápices de color borrable
Contrario a los lápices de color a base de cera, estos pueden ser borrados fácilmente. Se usa principalmente en bosquejos, donde el objetivo es crear un esquema usando el mismo color que otros medios (tales como lápices de cera, o pinturas de acuarela) llenarían, o cuando el objetivo es explorar el bosquejo del color. Algunos animadores prefieren lápices borrables de color a los lápices del grafito porque estos no manchan fácilmente, y los diversos colores permiten una mejor separación de objetos en el bosquejo. Copio-editores los encuentran útiles también, pues sus marcas se destacan más que el grafito pero pueden ser borradas.

#### No reproducibles
Los lápices azules non-photo, como Sanford's Copy-not o Staedtler' Mars Non-photo, o whiteprint, como Staedtler' s Mars Non-Print, hacen marcas que no son reproducidas por las fotocopiadoras o por las copiadoras.

#### Lápiz de estenógrafo
Se espera que estos lápices sean muy confiables, y su mina es a prueba de roturas. Los lápices del estenógrafo se afilan a veces en ambos extremos.

#### Lápiz de golf
Los llamados lápices de golf son generalmente cortos (una longitud común es los 9 cm) y muy baratos. También se conocen como lápices de biblioteca, ya que muchas bibliotecas los ofrecen como instrumentos de escritura desechables e inderramables.

### Según su forma
- Triangular.
- Hexagonal.
- Redondeada.
- Flexible (plástico maleable).
- Ovalada.
- Irregular.

## Datos relevantes y otros

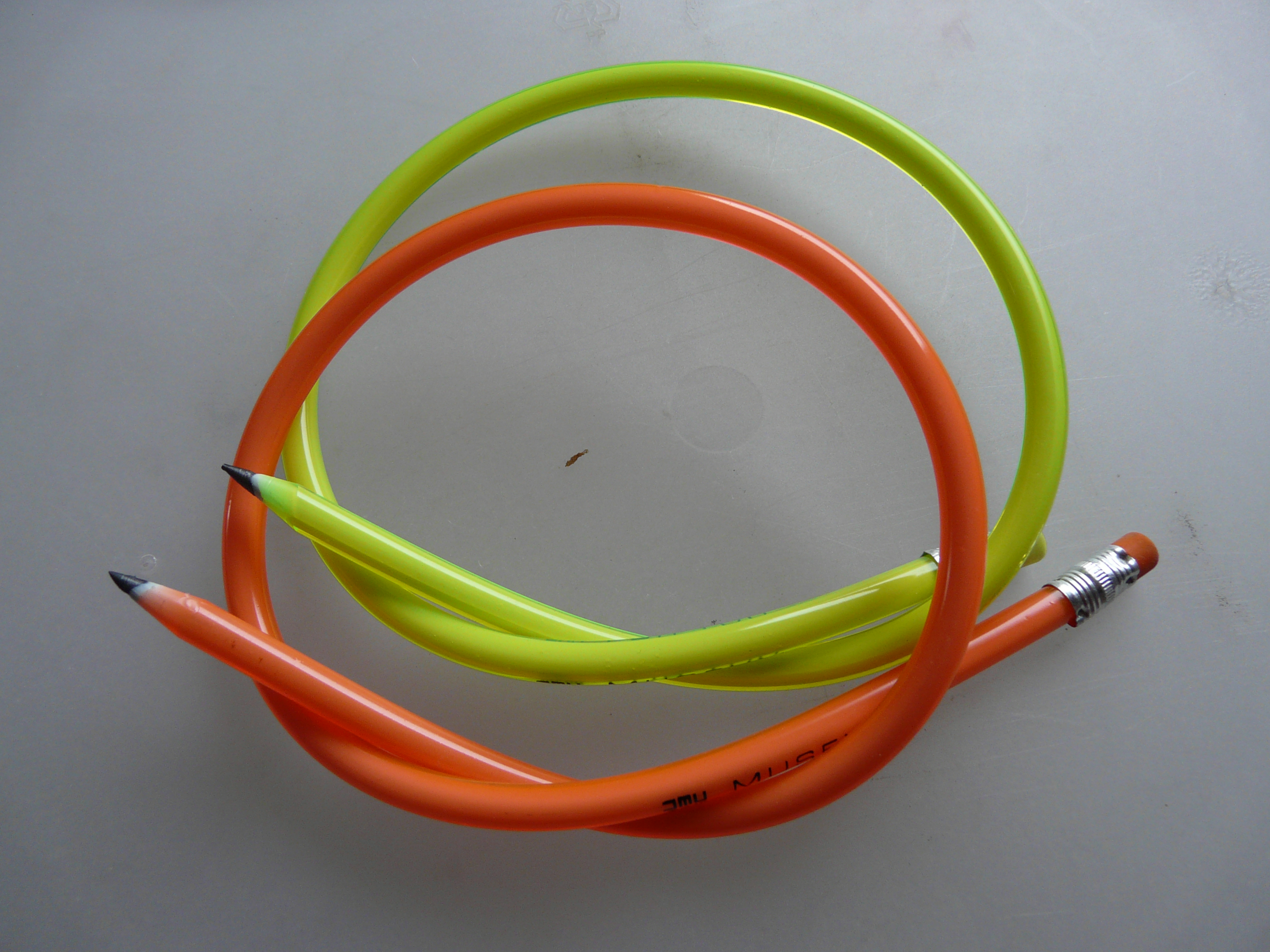
Lápices flexibles.

- El lápiz tiene un ancestro que fue el estilete, que era un palito de metal que los romanos usaban para raspar las tabletas de cera.
- En la antigüedad los lápices eran envueltos en pieles de animales. En el siglo XVIII fue inventado el lápiz de madera por los italianos.
- El corte transversal de un lápiz puede ser semicircular, elíptico, hexagonal o triangular.
- El primero que agregó un borrador al final del lápiz fue Lipman en 1858.
- Se fabrican 18 000 millones de lápices por año, es decir 50 000 000 por día o 500 por segundo.
- Si trazamos una línea recta con un lápiz "HB" hasta acabar el grafito, tendrá una longitud de 56 km.

## Portaminas

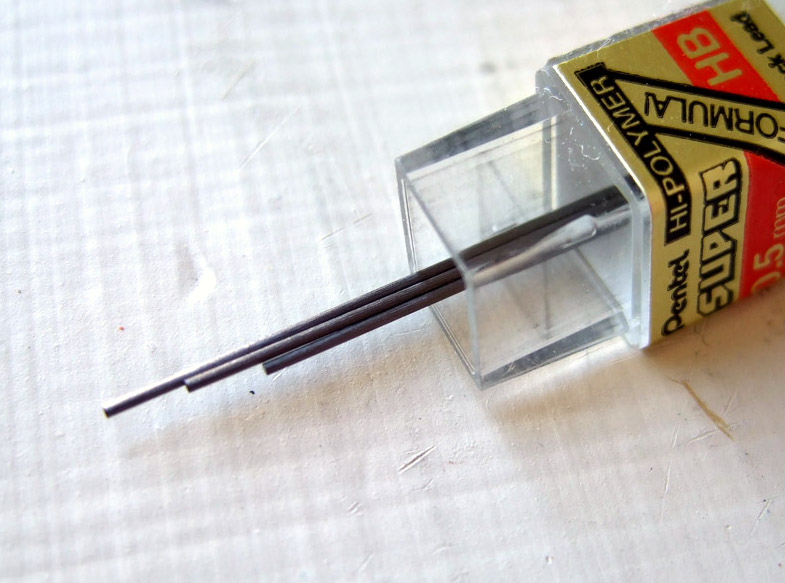
Minas para lápices mecánicos.

Hay también lápices que utilizan métodos mecánicos para empujar la mina a través de un agujero hacia el extremo. Los borradores son también desprendibles (y así reemplazables), y cubren generalmente un lugar para almacenar las minas en la parte superior del portaminas. Este tipo de lápices mecánicos (o portaminas) son populares por su longevidad y el hecho de que nunca necesitan ser afilados.
Los tipos de mina se basan en el grosor y al igual que los lápices pueden variar en los tonos y firmezas, inclusive existen minas de colores. Los tamaños comunes son 0.3, 0.5, 0.7, 0.9, 1.1, 1.3, 1.6 y 2.0 milímetros. El tamaño de 2.0 milímetros es de uso común en el diseño, ilustraciones, e ingeniería. Por otra parte, las minas de 0.5 y 0.7 suele ser usada de manera más general para trabajos escolares y de oficina.
Suele suceder que, para algunas marcas, las minas usadas en los portaminas son demasiado frágiles, lo que ocasiona que se rompan con frecuencia en la escritura cotidiana, o también sucede cuando el dibujante aprieta muy fuerte el lápiz y ocasiona una rotura de la mina, sin embargo, existen nuevas tecnologías que usan polímeros para reforzar la estructura de las minas, siendo estas características de marcas de prestigio. No obstante, suele importar más el trazo y la fuerza con la que es usado un lapicero que la marca de las minas que se usan.

## Otros tipos de lápices
- Lápiz cuadra crómico, levemente agrandado con cuatro colores repartidos igualmente en la extremidad. El uso de cada color en el dibujo se logra girando el lápiz entre los dedos.
- Lápiz pastel.
- Lápiz del penique [cita requerida].
- Lápiz conté

## Nota

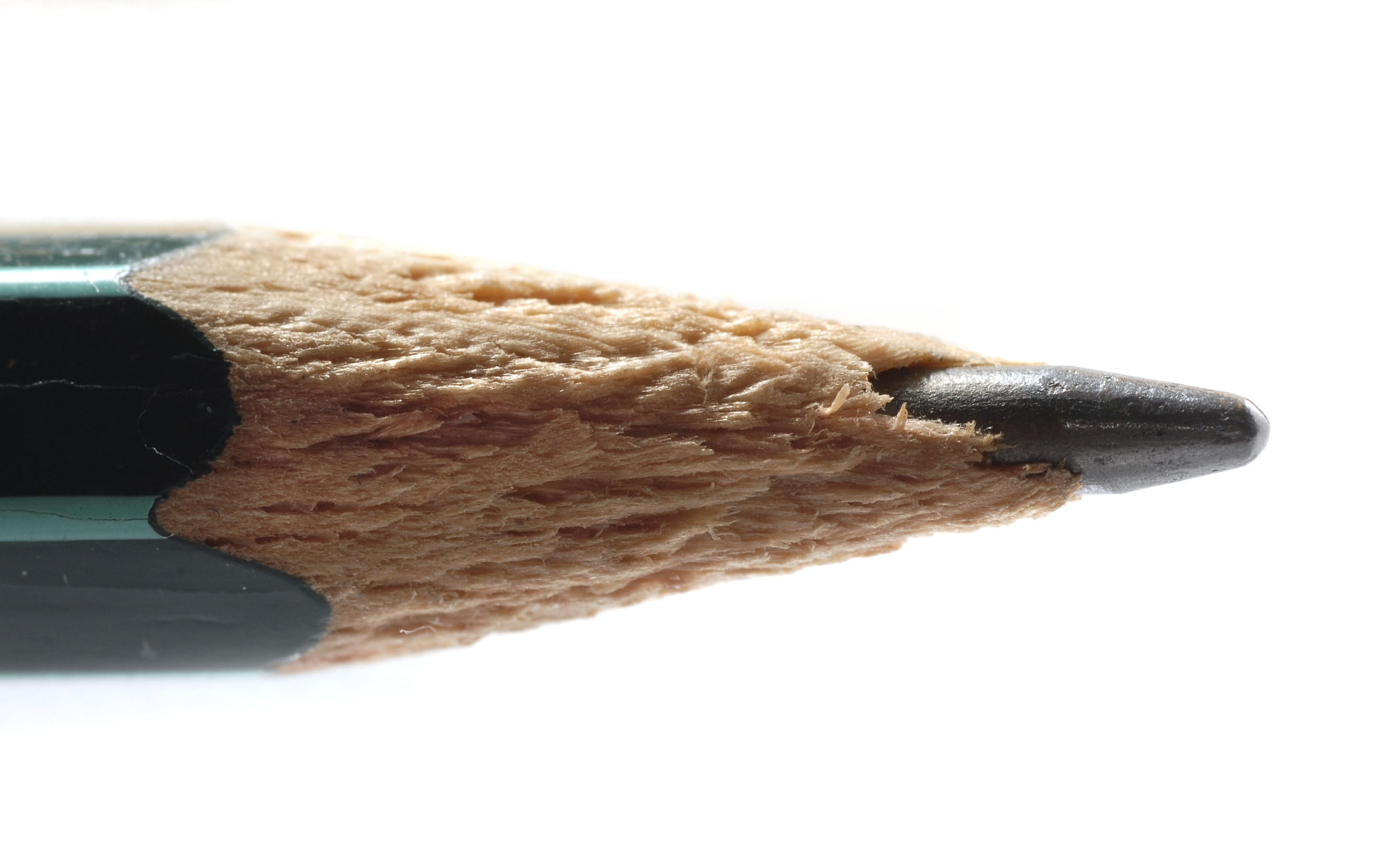
Macrofotografía de la punta de un lápiz.

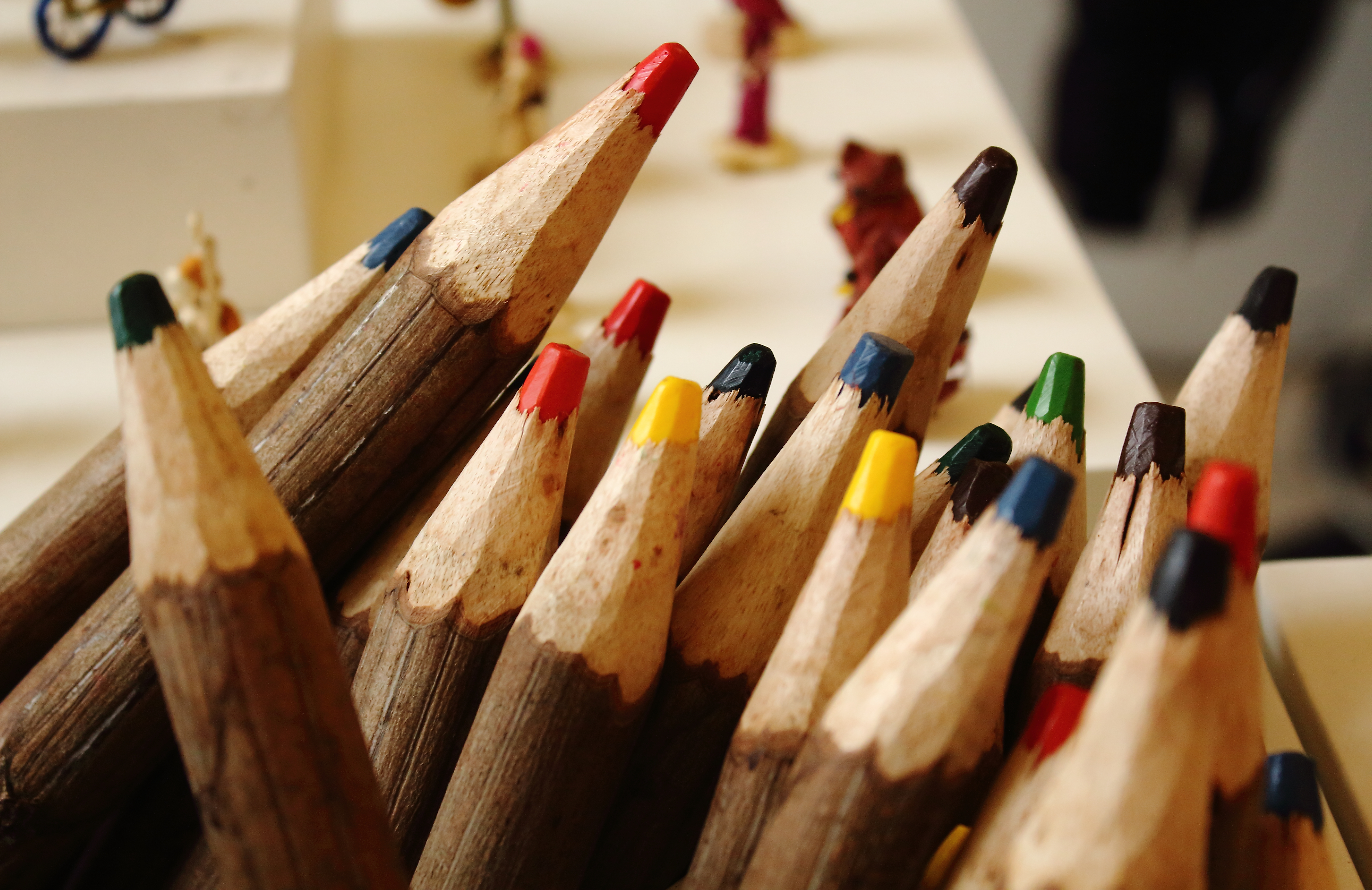
Lápices de colores hechos con madera.

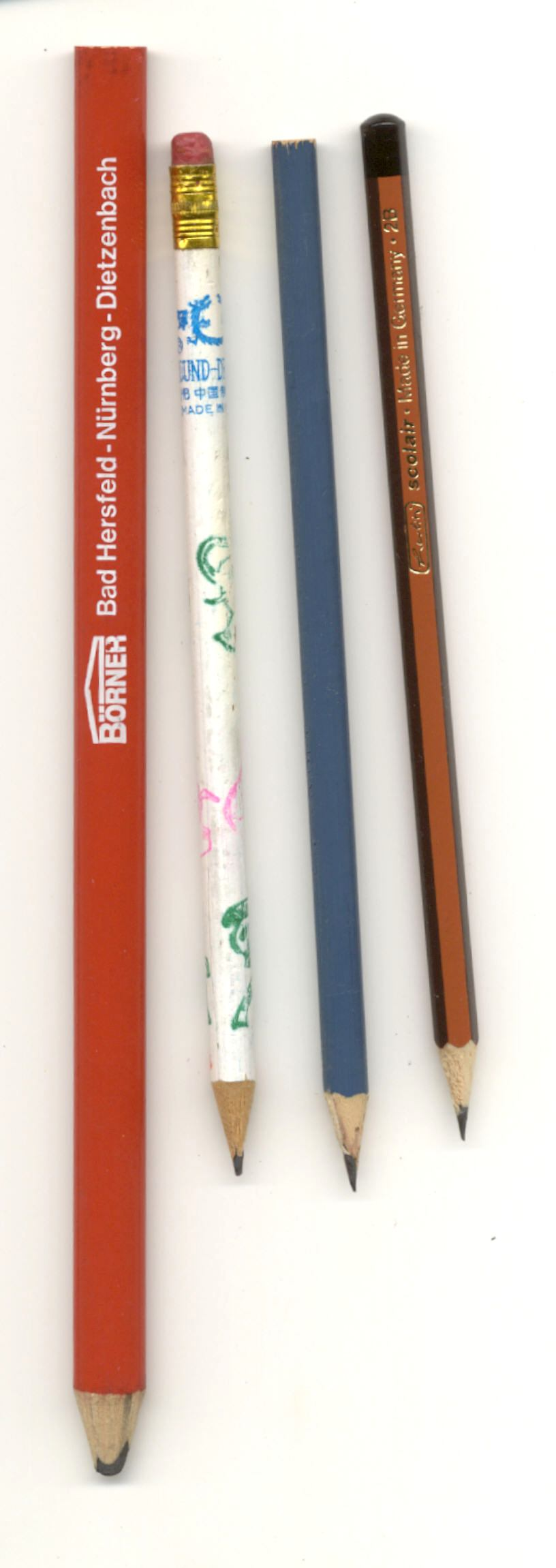
Lápices de distintos tipos.

1. ↑  En ocasiones llamado lapicero, siendo este también el nombre utilizado para el instrumento en que se pone el lápiz para servirse de él.[1]